# Megachile gomphrenoides
Megachile gomphrenoides is een vliesvleugelig insect uit de familie Megachilidae. De wetenschappelijke naam van de soort is voor het eerst geldig gepubliceerd in 1908 door Vachal.